# M8 75mm自走榴弾砲
M8 75mm自走榴弾砲（75mm Howitzer Motor Carriage M8）は第二次世界大戦中に開発されたアメリカ合衆国の自走砲。
M8 スコット（M8 Scott）の愛称でも知られ、イギリス軍が、米墨戦争の英雄である、「ウィンフィールド・スコット将軍」に因んで、「ジェネラル・スコット」と称したことに、由来する。

## 開発
本車はM5軽戦車の車体を基に開発された。試験車両は量産型M5軽戦車の砲塔を撤去し、オープントップの新型砲塔に置き換えた。この車輛はT47と呼称された。
車体上面に大型砲塔を搭載したため、車体上面前部に操縦手と副操縦手用のハッチを設ける余裕が無くなったため、代わりに車体前面上部に2枚の上開き式大型ハッチが設けられた。
試作車のT47自走榴弾砲は、1942年4月初めに完成し、同年5月に「M8 75mm自走榴弾砲」として制式化された。試験と細部の改修が行われた後、同年9月から生産が開始された。
M8自走榴弾砲の生産は、M5軽戦車の開発を手掛けたミシガン州のキャデラック社が担当し、1942年9月から1944年1月までに、計1,778両が完成した。

## 兵装
本車の兵装は、新規に開発されたオープントップの砲塔に口径75 mmのM2榴弾砲を装備したもので、後には、改修を加えた75 mm M3榴弾砲が装備された。
一見すると砲身が太く見えるが、これは砲身の外周を覆い、銃弾や弾片から保護するスリーブである。砲の俯仰角は、-20度から+40度であった。
46発の75 mm砲弾薬を搭載し、弾薬の種類はM89煙幕弾とM48高性能榴弾（HE）とM66対戦車榴弾（HEAT）であった。M66対戦車榴弾は、どの射程でも最大86～91 mm の均質圧延装甲を貫通することができた。弾薬数が少ないので、弾薬トレーラーを牽引することもあった。
量産型M5軽戦車が同軸や車体前方に装備したM1919A4 7.62 mm機銃は、本車には装備されなかった。副兵装には、近接防御と対空防御のため砲塔のタワーマウントにM2 12.7 mm重機関銃1挺を装備し、12.7x99mm NATO弾400発を搭載した。
砲塔側面には、ぬかるみや砂地などを走行する時に、キャタピラに取り付けて使用する「グローサー（防滑具）」が取り付けられていた。後期生産型では履帯側面にスカートが装着された。

## 戦歴
大戦の間、M8自走榴弾砲は、イタリアでの作戦、西部戦線、太平洋戦線での戦場に投入された。第一次インドシナ戦争でも、フランス連合およびベトナム国によって使用された。しかし、実戦で使用してみると、75mm榴弾では威力が不十分だと判明し、本車は105mm榴弾を使用するM7自走砲によって広範に代替された。

## 関連項目

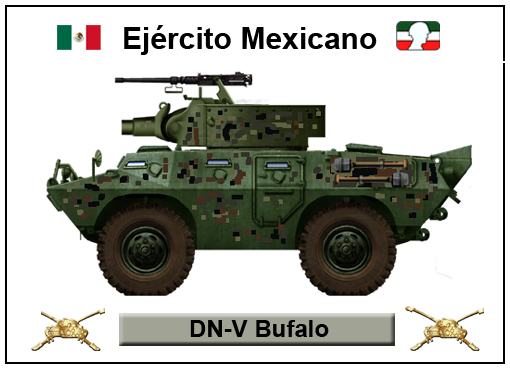
メキシコのDN-V Bufalo

## 派生型
M8 75 mm自走榴弾砲
M5軽戦車の車体を基として開発された車輛。
M8A1 75 mm自走榴弾砲
M5A1軽戦車の車体を基としている。少数は主砲がM3 75 mm榴弾砲に換装された。

## 登場作品

### ゲーム
『World of Tanks』
アメリカ駆逐戦車M8A1として開発可能。
『War Thunder』
アメリカ陸軍ランク１駆逐戦車M8として開発可能